# فابريسيو أوبيرتو
فابريسيو أوبيرتو (بالإسبانية: Fabricio Oberto) مواليد 21 مارس 1975، هو لاعب كرة سلة أرجنتيني سابق بدأ مسيرته الاحترافية في سنة 1993. يبلغ طوله 6 قدم 10 بوصة (2.1 م).

## الميداليات
| الميدالية | المسابقة                             |
| --------- | ------------------------------------ |
| فضية      | بطولة كأس العالم لكرة السلة 2002     |
| فضية      | بطولة أمم الأمريكتين لكرة السلة 1995 |
| ذهبية     | بطولة أمم الأمريكتين لكرة السلة 2001 |
| فضية      | بطولة أمم الأمريكتين لكرة السلة 2003 |
| ذهبية     | بطولة أمم الأمريكتين لكرة السلة 2011 |

## روابط خارجية
- فابريسيو أوبيرتو على موقع الاتحاد الدولي لكرة السلة (الإنجليزية)
- فابريسيو أوبيرتو على موقع الدوري الأوروبي لكرة السلة (الإنجليزية)
- فابريسيو أوبيرتو على موقع إن بي أي (الإنجليزية)
- فابريسيو أوبيرتو على موقع سبورتس رفرنس (الإنجليزية)
- فابريسيو أوبيرتو على موقع الدوري الإسباني لكرة السلة (الإسبانية)
- فابريسيو أوبيرتو على موقع كرة السلة الأوروبية.كوم (الإنجليزية)
- فابريسيو أوبيرتو على موقع ريلجم (الإنجليزية)
- فابريسيو أوبيرتو على موقع بروبوليرز (الإنجليزية)
- فابريسيو أوبيرتو على موقع سبورتس رفرنس (الإنجليزية)
- فابريسيو أوبيرتو على موقع أوليمبيديا (الإنجليزية)